# Oberstaufen Cup 1998
L'Oberstaufen Cup 1998 è stato un torneo di tennis facente parte della categoria ATP Challenger Series nell'ambito dell'ATP Challenger Series 1998. Il torneo si è giocato a Oberstaufen in Germania dal 6 al 12 luglio 1998 su campi in terra rossa.

## Vincitori

### Singolare
Wolfgang Schranz ha battuto in finale  Rogier Wassen con il punteggio di 6–4, 6–2

### Doppio
Nuno Marques /  Rogier Wassen hanno battuto in finale  Omar Camporese /  Dušan Vemić con il punteggio di 7–6, 7–6